# Programme spatial de l'Espagne

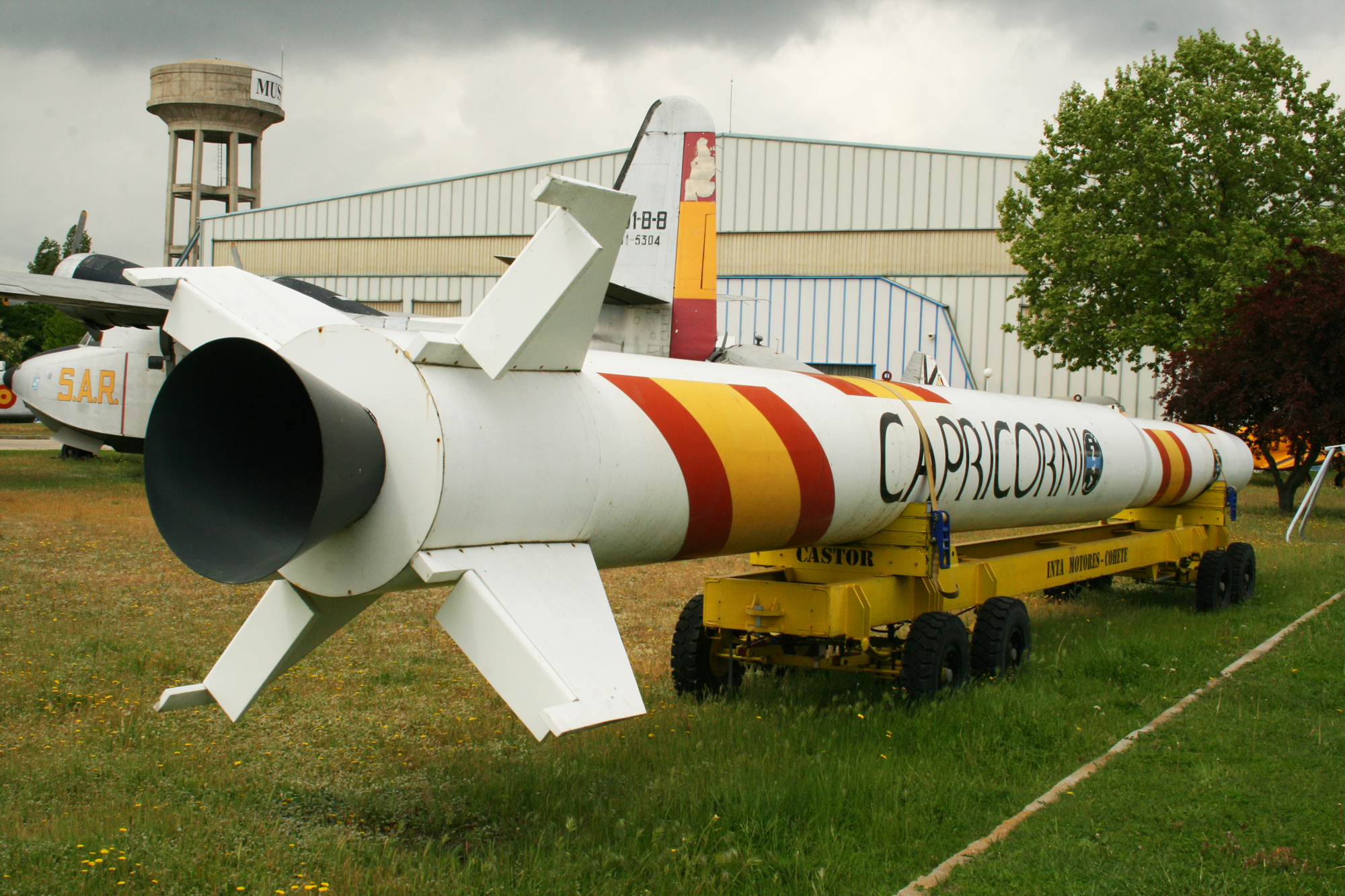
Réplique d'une fusée Capricornio au Museo del Aire de Cuatro Vientos.

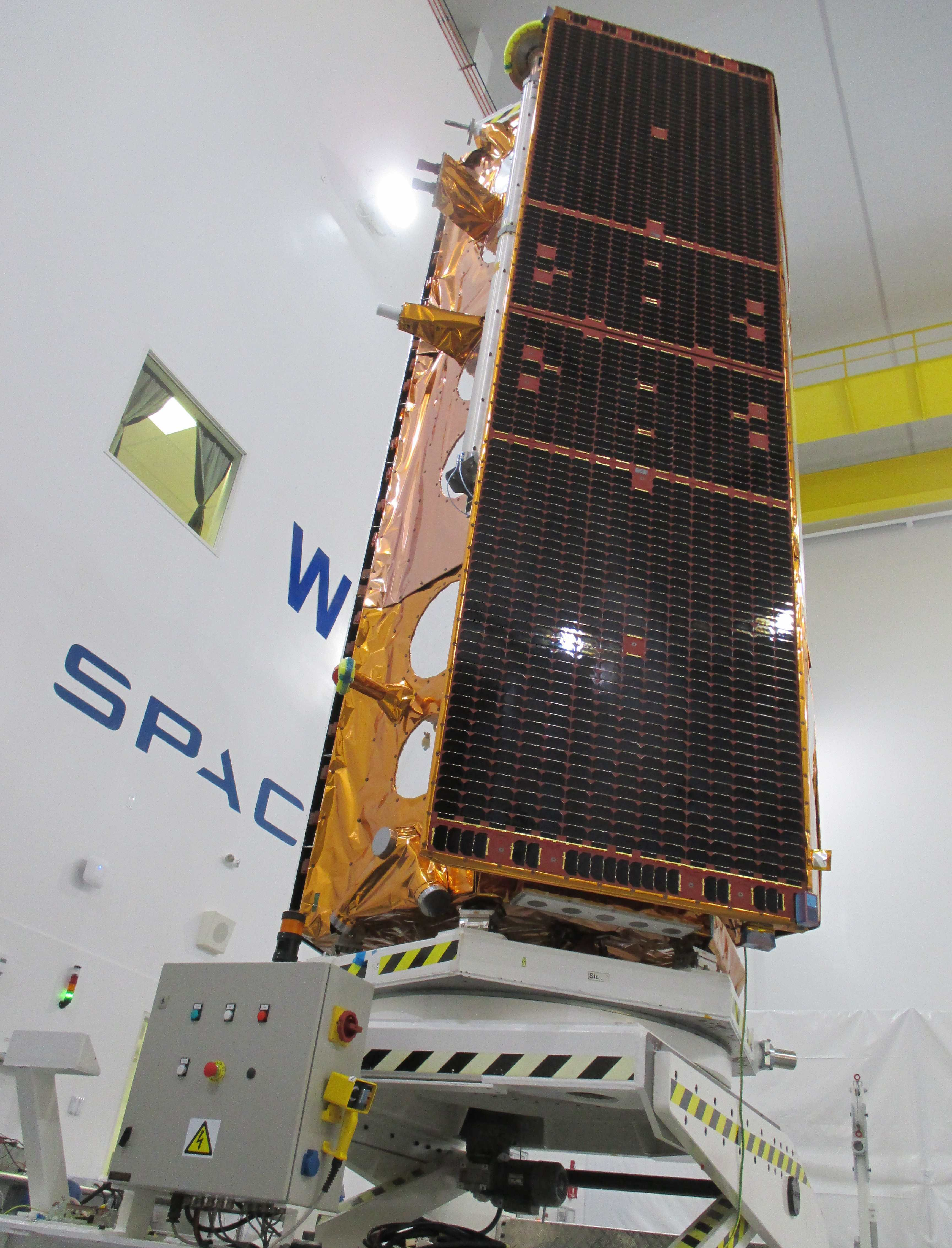
Paz (satellite) avec radar spatial à branches repliées

Le Programme spatial espagnol commence en 1968, l'INTA a développé plusieurs programmes de satellites scientifiques, mais dans la plupart des cas, ils sont de petite taille, comme les programmes INTASAT, Minisat, Nanosat 01 et Nanosat-1B ou le Programme Microsat. Cette continuité a permis de ne pas perdre les connaissances nécessaires au développement de ce type de technologie. Actuellement[Quand ?], leur successeur est le Programme de constellation de petits satellites qui vise à lancer des constellations de nanosatellites à des fins d'observation de la Terre.

## Description
Les universités ont également développé plusieurs initiatives en collaboration avec l'INTA, telles que UPM-Sat ou Xatcobeo.
L'État a également développé le Programme national d'observation de la Terre par satellite (PNOTS), qui se compose de deux satellites : PAZ et Ingenio à des fins scientifiques et de défense.
De plus, l'État espagnol dispose des services Spainsat et XTAR-EUR, destinés aux communications militaires et gouvernementales. Tous deux seront remplacés par les satellites de nouvelle génération Spainsat NG I et II.
Concernant l'initiative privée, la société Hispasat, spécialisée dans les télécommunications par satellite, a plusieurs satellites géostationnaires en service, et le programme Amazonas, avec plusieurs satellites destinés au marché hispano-américain. Également opérationnel est le Deimos-2, appartenant à la société Deimos Imaging capable de prendre des images à très haute résolution, dont la fonction est l'observation de la Terre et la surveillance des catastrophes.

### Astronautes
L'Espagne a contribué avec un astronaute, Pedro Duque, qui est allé dans l'espace pour la première fois le 29 octobre 1998, lors de la mission STS-95 à bord de la navette spatiale Discovery, et pour la deuxième fois dans la mission "Cervantes", en 2003, habitant la Station spatiale internationale pendant dix jours. Actuellement[Quand ?], il continue de faire partie du personnel des astronautes de l'ESA. Le Corps européen des astronautes est un programme optionnel de l'ESA et donc le nombre d'astronautes de chaque pays qui le compose est décidé en fonction de leur contribution au budget de ce programme.

### Lanceur
La situation de l'astronautique en Espagne est à un niveau inférieur à celui correspondant à son niveau technologique, minimisant sa véritable capacité à lancer des fusées et des satellites. Le secteur spatial privé tente de pallier ce manque avec divers projets comme PLD Space, qui développe les fusées Miura 1 (suborbitale) et Miura 5 (orbitale), ainsi que le moteur TEPREL ; Zero 2 Infinity, qui développe le Bloostar (orbital) ; et Pangea Aerospace, qui travaille sur un lanceur orbital appelé Meso équipé d'un moteur à tuyère aerospike réalisé avec l'impression 3D. Le 1er mars 2017, Zero 2 Infinity a effectué le premier test de lancement suborbital réussi de sa première fusée, un prototype du Bloostar à proximité d'El Arenosillo. Celestia Aerospace est dans une phase moins avancée avec son Space Arrow CM, une solution basée sur une fusée à 3 étages lancée depuis un MiG-29UB.